# Myonycteris
Myonycteris — рід рукокрилих, родини Криланових, що об'єднує три види тварин, котрі мешкають в Африці.

## Морфологія
Морфометрія. Довжина голови й тіла: 85—165 мм, довжина передпліччя: 55—70 мм, хвіст: 4—13 мм, вага: 27—54 грам. 
Опис. Забарвлення верху світло-коричневе, коричнево-жовте чи темно-коричневе. Самці мають спереду шиї пучок з брунатно-оливкового чи тьмяного жовтувато-оранжевого волосся.  

## Поведінка
Трапляються в лісах, рідколіссях, саванах. Лаштують сідала в кущах чи невисоких деревах, часто на освітлених ділянках. Діапазон поширення за висотою: 150—1500 м. 

## Види
- Myonycteris
  - Myonycteris brachycephala
  - Myonycteris relicta
  - Myonycteris torquata